# Vinko Coce
Vinko Coce (22 de diciembre de 1954 - 27 de octubre de 2013) fue un cantante de ópera y pop croata.
Coce nació en Trogir, y se unió a la klapa Trogir en 1972. Entre 1983 y 1988, fue un tenor en el coro mixto del Teatro Nacional de Croacia en Split. Comenzó una carrera como cantante en solitario en 1991, durante la que ganó el Gran Premio en el Festival de Split con la canción Sićaš li se, Lungomare. también ganó un Porin con klapa Trogir.
Murió el 27 de octubre de 2013 en KBC Split alrededor de la 1 en punto, después de una batalla contra la diabetes severa e hipertensión durante varios meses.

## Discografía
- Mirno spavaj, ružo moja, 1993, Croatia Records
- Mama, adio, 1995, Croatia Records
- Dalmacija, more, ja i ti, 2000, Orfej
- Ane, jel' te baca, 2002, Croatia Records
- More sinje, 2006, Menart